# Prvenstvo Avstralije 1928
Prvenstvo Avstralije 1928 v tenisu.

## Moški posamično
Jean Borotra :  Jack Cummings, 6–4, 6–1, 4–6, 5–7, 6–3

## Ženske posamično
Daphne Akhurst :  Esna Boyd, 7–5, 6–2

## Moške dvojice
Jean Borotra /  Jacques Brugnon :  Gar Moon /  Jim Willard, 6–2, 4–6, 6–4, 6–4

## Ženske dvojice
Daphne Akhurst /   Esna Boyd Robertson :  Kathleen Le Messurier /  Dorothy Weston, 6–3, 6–1

## Mešane dvojice
Daphne Akhurst /  Jean Borotra  :  Esna Boyd Robertson  /  Jack Hawkes, b.b.